# Ulota hutchinsiae
Ulota hutchinsiae là một loài Rêu trong họ Orthotrichaceae. Loài này được (Sm.) Hammar miêu tả khoa học đầu tiên năm 1852.